# Nick Thoman
 Nicholas Thoman, dit Nick Thoman, né le 6 mars 1986 à Cincinnati (Ohio), est un nageur américain spécialisé dans le dos. Il est détenteur du record du monde du 100 m dos en petit bassin.

## Biographie
Lors du Duel in the Pool 2009, une rencontre en petit bassin, Thoman et ses coéquipiers Mark Gangloff, Michael Phelps et Nathan Adrian battent le record du monde du relais 4 × 100 m quatre nages précédemment détenus par le Canada. Parti en premier relais, Thoman a aussi battu le record du monde du 100 m dos avec un temps de 48,94.
Lors des championnats nationaux de 2010, Thoman s’est qualifié pour nager lors des Championnats pan-pacifiques de natation 2010, où il participe au 50, 100 et 200 m dos. Dans la finale du 100 m des championnats, Thoman manque son premier 50 m avec un temps de 25 s 80, mais réussit à terminer à la troisième place avec un temps de 53 s 78, derrière David Plummer et Aaron Peirsol. Dans le 200 m dos final, Thoman termine en 5e place avec un temps de 1 min 57 s 7. Lors des Championnats pan-pacifiques de natation 2010, Thoman remporte le bronze au 50 m dos.
Lors de la FINA 2010 en petit bassin Championnats du Monde à Dubaï, Thoman gagne une médaille d'or au relais 4 × 100 m quatre nages avec l’équipe américaine composée également de Mihail Alexandrov, Ryan Lochte et Garrett Weber-Gale. Thoman participe également aux 50 et 100 m dos à Dubaï, mais termine sans médaille dans les deux épreuves.
Lors des Mondiaux de Shanghai en 2011, il remporte la médaille d'or avec le relais 4 × 100 m 4 nages.

## Palmarès

### Jeux olympiques
- Jeux olympiques d'été de 2012 à Londres (Royaume-Uni) :
  -  Médaille d'argent du 100 m dos
  -  Médaille d'or au titre du relais 4 × 100 m quatre nages

### Championnats du monde
|          |                                               |                   |               |                  |                  |
| Médaille | Compétition                                   | Épreuve           | Temps         | Lieu             | Date             |
| Or       | Championnats du monde de natation 2011        | 4 × 100 m 4 nages | 3 min 32 s 06 | Shanghai (Chine) | 31 juillet 2011  |
| Or       | Ch. du monde de natation en petit bassin 2010 | 4 × 100 m 4 nages | 3 min 20 s 99 | Dubaï (E.A.U.)   | 18 décembre 2010 |

## Records

### Record du monde et des États-Unis
| 100 m Dos | 48 s 94 | Duel in the Pool | Manchester (Royaume-Uni) | 18 décembre 2009 |

## Meilleurs temps personnels
Les meilleurs temps personnels établis par Nicholas Thoman dans les différentes disciplines sont détaillés ci-après.
| Épreuve          | Temps         | Compétition                          | Lieu           | Date              |
| 50 m Libre       | 24 s 31       | Texas Senior Circuit                 | Austin         | 6 juin 2008       |
| 100 m Libre      | 54 s 01       | Janet Evans Invitational             | Los Angeles    | 14 juillet 2005   |
| 200 m Libre      | 1 min 56 s 15 | Ultra Swim                           | Charlotte      | 15 mai 2009       |
| 50 m Dos         | 24 s 82       | Mutual of Omaha Pan Pacific ...      | Irvine         | 19 août 2010      |
| 100 m Dos        | 52 s 51       | Championnats open US                 | Federal Way    | 7 août 2009       |
| 200 m Dos        | 1 min 54 s 59 | Championnats open US                 | Federal Way    | 5 août 2009       |
| 50 m Papillon    | 25 s 58       | Coupe Canada/Coupe Quebec            | Montréal (CAN) | 2 juillet 2010    |
| 100 m Papillon   | 54 s 13       | Championnats nationaux US            | Irvine         | 5 août 2010       |
| 50 m Libre Laps  | 23 s 59       | US Grand Prix                        | Austin         | 4 mars 2010       |
| 100 m Libre Laps | 51 s 59       | Championnats nationaux US            | Irvine         | 6 août 2005       |
| 100 m Libre      | 51 s 64       | 37. Trofeo Nico Sapio Juniores e ... | Genova (ITA)   | 1er novembre 2010 |

| Épreuve       | Temps         | Compétition                                   | Lieu             | Date             |
| 50 m Dos      | 23 s 28       | Ch. du monde de natation en petit bassin 2010 | Dubaï            | 18 décembre 2010 |
| 100 m Dos     | 48 s 94       | Duel in the Pool                              | Manchester (GBR) | 18 décembre 2009 |
| 200 m Dos     | 1 min 50 s 05 | Duel in the Pool                              | Manchester (GBR) | 18 décembre 2009 |
| 50 m Papillon | 24 s 38       | 5. Gran Premio Italia - 33. Trofeo ...        | Viareggio (ITA)  | 14 novembre 2009 |